# Waldenserkirche (Nordhausen)

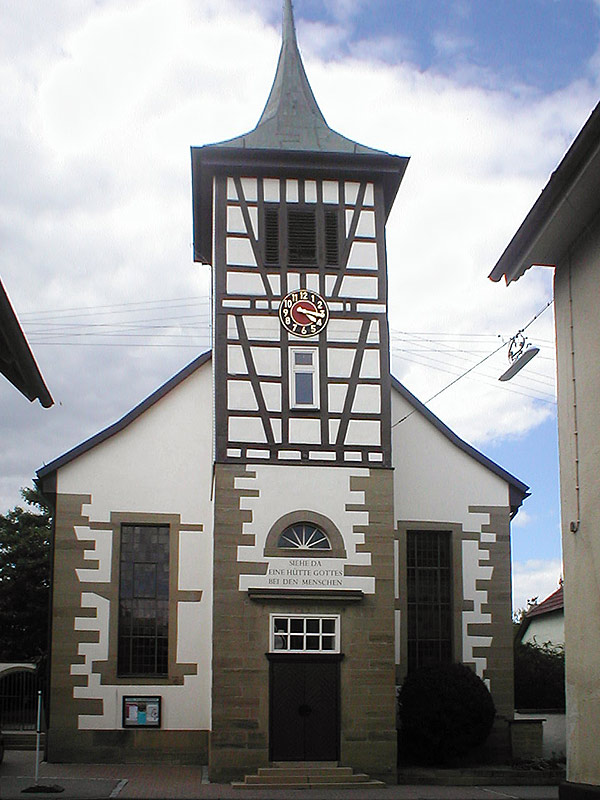
Waldenserkirche in Nordhausen

Die Waldenserkirche in Nordhausen, einem Ortsteil von Nordheim im nord-baden-württembergischen Landkreis Heilbronn, wurde 1821 eingeweiht und ersetzte einen hölzernen Vorgängerbau. Sie gehört zur Evangelischen Kirchengemeinde Nordhausen im Kirchenbezirk Brackenheim der Evangelischen Landeskirche in Württemberg.

## Geschichte
Um 1700 siedelten sich aus dem Val Chisone im Piemont vertriebene Waldenser in Nordhausen an. Seit 1720/21 nutzten sie eine einfache Holzkirche. Nachdem diese 1820 baufällig und zu klein geworden war, wurde 1821 die heutige Kirche errichtet, ein auf einen Steinsockel gesetzter Saalbau im Stil des Klassizismus mit leicht eingezogenem Fachwerkturm. Zugänglich ist die Kirche durch das Sockelgeschoss des an der Südseite stehenden Turmes. Der Chorbereich liegt an der Nordwand. Die dort über dem Altar angebrachte Kanzel macht die ansonsten schlichte Kirche zu einer Predigtkirche. Den Altar schmückt ein metallenes Kruzifix, über der Kanzel hängt ein Webteppich mit dem Waldenserwappen.